# 카오스 (2005년 액션 영화)
《카오스》(영어: Chaos)는 2005년 공개된 범죄 액션 스릴러 영화이다. 카오스 이론을 일종의 주제로 삼았으며, 제임스 글릭의 저서 "카오스"가 주요 단서로 등장한다.

## 줄거리
시애틀 경찰서 소속 제이슨 형사는 범인을 쏘려다가 대신 인질을 죽이고 만다. 동료 경찰 캘로가 불리한 진술을 하면서 제이슨은 해고되고 파트너 퀜틴은 정직 처분된다.
얼마 후 로렌즈라는 자가 은행을 점거하고 인질을 붙잡은 상황에서 오로지 퀜틴하고만 협상하겠다고 하면서 퀜틴은 현장에 복귀하게 된다. 퀜틴의 새 파트너는 막 경찰 대학을 졸업한 셰인이다.
로렌즈는 협상 중에 카오스 이론과 연관된 수수께끼 같은 소리를 하는데...

## 출연
- 제이슨 스테이섬 - 퀜틴 코너스 형사 역
- 라이언 필리피 - 셰인 데커 형사 역
- 웨슬리 스나이프스 - 로렌즈 / 제이슨 요크 역
- 헨리 처니 - 마틴 젱킨스 경감 역
- 저스틴 와델 - 테디 캘러웨이 형사 역
- 니컬러스 리 - 빈센트 두라노 형사 역
- 키건 코너 트레이시 - 마니 롤린스 역
- 제시카 스틴 - 캐런 크로스 역
- 존 커시니 - 버니 캘로 역
- 데이먼 존슨 - 브렌던 댁스 역
- 폴 페리 - 해리 흄 역
- 나타시아 말테 - 지나 로페즈 역
- 타이 올슨 - 데이먼 리처즈 역
- 테리 천 - 크리스 리 역
- 마이크 도푸드 - 러마 걸트 역
- 롭 러벨 - 은행 지점장 역

## 기타 제작진
- 라인 제작: 마이클 더바스
- 공동 제작: 마이클 A. 피어스
- 배역: 하이키 브랜드스태터, 코린 메어스
- 미술: 크리스 오거스트
- 의상: 보비 리드